# 斗六廳

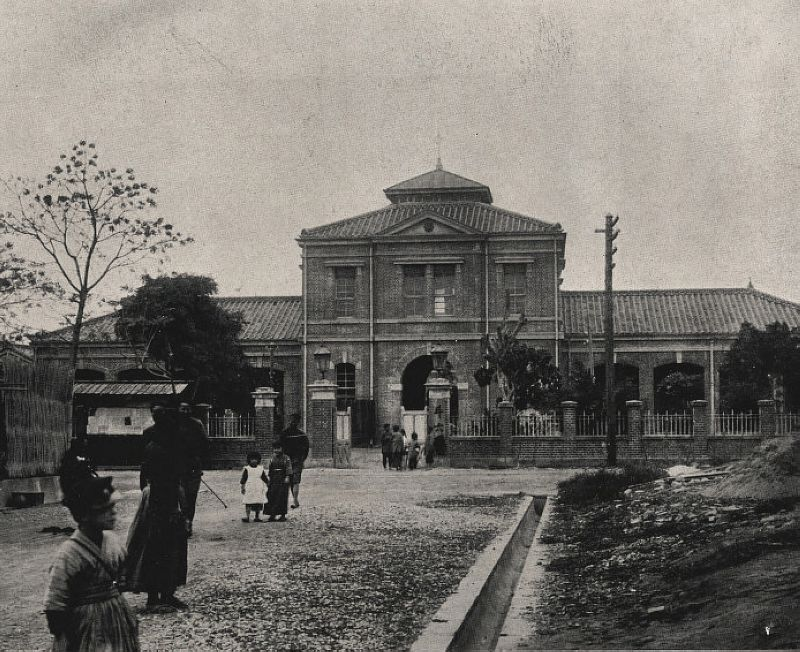
斗六廳廳舍

斗六廳（日语：〔〕／ Toroku chō */?）為台灣日治時期行政區劃之一，設立於1901年（明治三十四年）11月至1909年10月間。斗六廳治設於斗六堡斗六街，管轄斗六堡、溪洲堡、他里霧堡、沙連堡、鯉魚頭堡、西螺堡、打貓東頂堡、打貓北堡、大槺榔東頂堡、尖山堡、海豐堡、布嶼堡、大坵田堡、白沙墩堡、蔦松堡。斗六廳下轄最初設有林圯埔、崁頭厝、土庫、西螺、北港、下湖口、崙背、他里霧等8支廳。其最初範圍包含現今雲林縣全境、南投縣竹山鎮和鹿谷鄉與彰化縣溪州鄉菜公村、水尾地區。

## 沿革
日治時期斗六廳的範圍在1896年5月為臺中縣雲林支廳，其範圍為清治時期的雲林縣。1897年6月，雲林支廳及臺南縣嘉義支廳合併為嘉義縣並在雲林地區設立斗六、西螺、土庫、北港、林圯埔辨務署。1898年6月，嘉義縣在雲林的地區併入臺中縣，並將前述五處辨務署整併為斗六、北港辨務署。1899年3月，北港辨務署所屬西螺堡、打貓北堡改隸斗六辨務署。
1901年11月11日，台灣總督府以辦務署負責地方政務，而縣及廳介於總督府與辦務署之間，造成行政事務上的欠缺靈活 ，而廢止「三縣四廳」，設「二十廳」之行政單位，將原先的台中縣分為苗栗、台中、彰化、南投、斗六等五廳，斗六廳因而設立。斗六廳成立初期，因當地治安事件仍頻傳，故有增設警力配置的必要，而林圯埔支廳因地勢複雜管理不易，於是1902年4月，在林圯埔支廳勞水坑派出所的位置增設「勞水坑支廳」，範圍包含勞水坑庄、桶頭庄、山坪頂庄、福興庄、田仔庄、鯉魚尾庄、草嶺庄；同年11月25日，原隸屬斗六廳西螺堡的「菜公溝庄、水尾庄、新厝庄、牛埔庄」等4庄改隸於彰化廳。1904年4月30日，斗六廳實施街庄整併，並整併為28個區。1905年4月1日，勞水坑支廳和他里霧支廳裁撤，併入林圯埔、崁頭厝和土庫支廳；北港支廳「水井庄」改隸下口湖支廳；林圯埔支廳高厝林仔頭庄的刈菜園改隸桶頭庄；崁頭厝支廳「草嶺庄」改隸林圯埔支廳，而草嶺庄舊街庄的「十三石種庄、土地公坑庄、溪洲仔庄」編入樟湖庄。1906年4月28日，崁頭厝支廳樟湖庄的「十三石種、土地公坑、溪洲仔」改編入斗六廳直轄菜公區高林仔頭庄。而為了強化對蕃地的管理，原由斗六廳所屬的巒大社於1907年改隸屬南投廳。
1909年10月25日，台灣總督府將原有之二十廳合為十二廳，斗六廳廢止，林圯埔支廳（草嶺庄除外）併入南投廳，其餘併入嘉義廳。
| 1896年            | 1897年                                                                    | 1898年                           | 1901年 | 1901年     | 1909年 | 1909年     | 1920年                            |
| ----------------- | ------------------------------------------------------------------------- | -------------------------------- | ------ | ---------- | ------ | ---------- | --------------------------------- |
| 臺中縣 - 雲林支廳 | 嘉義縣 - 斗六辨務署 - 西螺辨務署 - 土庫辨務署 - 北港辨務署 - 林圯埔辨務署 | 臺中縣 - 斗六辨務署 - 北港辨務署 | 斗六廳 | 直轄       | 嘉義廳 | 斗六支廳   | 臺南州 - 斗六郡 - 虎尾郡 - 北港郡 |
| 臺中縣 - 雲林支廳 | 嘉義縣 - 斗六辨務署 - 西螺辨務署 - 土庫辨務署 - 北港辨務署 - 林圯埔辨務署 | 臺中縣 - 斗六辨務署 - 北港辨務署 | 斗六廳 | 崁頭厝支廳 | 嘉義廳 | 斗六支廳   | 臺南州 - 斗六郡 - 虎尾郡 - 北港郡 |
| 臺中縣 - 雲林支廳 | 嘉義縣 - 斗六辨務署 - 西螺辨務署 - 土庫辨務署 - 北港辨務署 - 林圯埔辨務署 | 臺中縣 - 斗六辨務署 - 北港辨務署 | 斗六廳 | 他里霧支廳 | 嘉義廳 | 斗六支廳   | 臺南州 - 斗六郡 - 虎尾郡 - 北港郡 |
| 臺中縣 - 雲林支廳 | 嘉義縣 - 斗六辨務署 - 西螺辨務署 - 土庫辨務署 - 北港辨務署 - 林圯埔辨務署 | 臺中縣 - 斗六辨務署 - 北港辨務署 | 斗六廳 | 土庫支廳   | 嘉義廳 |            | 臺南州 - 斗六郡 - 虎尾郡 - 北港郡 |
| 臺中縣 - 雲林支廳 | 嘉義縣 - 斗六辨務署 - 西螺辨務署 - 土庫辨務署 - 北港辨務署 - 林圯埔辨務署 | 臺中縣 - 斗六辨務署 - 北港辨務署 | 斗六廳 | 土庫支廳   | 嘉義廳 |            | 臺南州 - 斗六郡 - 虎尾郡 - 北港郡 |
| 臺中縣 - 雲林支廳 | 嘉義縣 - 斗六辨務署 - 西螺辨務署 - 土庫辨務署 - 北港辨務署 - 林圯埔辨務署 | 臺中縣 - 斗六辨務署 - 北港辨務署 | 斗六廳 | 西螺支廳   | 嘉義廳 | 西螺支廳   | 臺南州 - 斗六郡 - 虎尾郡 - 北港郡 |
| 臺中縣 - 雲林支廳 | 嘉義縣 - 斗六辨務署 - 西螺辨務署 - 土庫辨務署 - 北港辨務署 - 林圯埔辨務署 | 臺中縣 - 斗六辨務署 - 北港辨務署 | 斗六廳 | 崙背支廳   | 嘉義廳 | 西螺支廳   | 臺南州 - 斗六郡 - 虎尾郡 - 北港郡 |
| 臺中縣 - 雲林支廳 | 嘉義縣 - 斗六辨務署 - 西螺辨務署 - 土庫辨務署 - 北港辨務署 - 林圯埔辨務署 | 臺中縣 - 斗六辨務署 - 北港辨務署 | 斗六廳 | 北港支廳   | 嘉義廳 | 北港支廳   | 臺南州 - 斗六郡 - 虎尾郡 - 北港郡 |
| 臺中縣 - 雲林支廳 | 嘉義縣 - 斗六辨務署 - 西螺辨務署 - 土庫辨務署 - 北港辨務署 - 林圯埔辨務署 | 臺中縣 - 斗六辨務署 - 北港辨務署 | 斗六廳 | 下湖口支廳 | 嘉義廳 | 下湖口支廳 | 臺南州 - 斗六郡 - 虎尾郡 - 北港郡 |
| 臺中縣 - 雲林支廳 | 嘉義縣 - 斗六辨務署 - 西螺辨務署 - 土庫辨務署 - 北港辨務署 - 林圯埔辨務署 | 臺中縣 - 斗六辨務署 - 北港辨務署 | 斗六廳 | 林圯埔支廳 | 南投廳 | 林圯埔支廳 | 臺中州 - 竹山郡                   |

## 歷任廳長
| 任次 | 肖像 | 姓名 (生–卒)     | 在任時間       | 在任時間       | 備註                   |
| ---- | ---- | ---------------- | -------------- | -------------- | ---------------------- |
| 1    |      | 荒賀直順 (？–？) | 1901年11月11日 | 1908年2月19日  | 任內發生歸順會場事變。 |
| 2    |      | 山口利文 (？–？) | 1908年2月19日  | 1909年10月25日 |                        |

附註
1. ↑  原臺中縣北港辨務署長。
2. ↑  原淡水稅關監視部長。
3. ↑  改任專賣局臺南出張所長。

## 人口
以下為1905年底，斗六廳下現住人口數超過2,000人之街庄：
| 街庄別   | 人口數 | 隸屬支廳   |
| -------- | ------ | ---------- |
| 北港街   | 6,558  | 北港支廳   |
| 西螺街   | 5,313  | 西螺支廳   |
| 斗六街   | 4,720  | 斗六廳直轄 |
| 林圯埔街 | 3,055  | 林圯埔支廳 |
| 大東庄   | 3,016  | 斗六廳直轄 |
| 大埤頭庄 | 2,869  | 土庫支廳   |
| 舊庄     | 2,760  | 土庫支廳   |
| 下崙庄   | 2,436  | 下湖口支廳 |
| 埔心庄   | 2,228  | 西螺支廳   |
| 莿桐巷庄 | 2,147  | 西螺支廳   |
| 頂蔦松庄 | 2,028  | 北港支廳   |

## 行政區劃
| 直轄/支廳  | 廳舍位置 | 區       | 管轄區域     | 管轄區域 |
| 直轄/支廳  | 廳舍位置 | 區       | 堡里         | 街庄 |
| ---------- | -------- | -------- | ------------ | --- |
| 直轄       | 斗六街   | 斗六區   | 斗六堡       | 斗六街、海豐崙庄、大北勢庄、保長廍庄、大潭庄、九老爺庄、大崙庄、溝仔垻庄、水碓庄、林仔頭庄、石榴班庄                     |
| 直轄       | 斗六街   | 菜公區   | 斗六堡       | 菜公庄、高厝林仔頭庄、溪邊厝庄、新庄、內林庄、棋盤厝庄、咬狗庄                                                           |
| 直轄       | 斗六街   | 林內區   | 斗六堡       | 林內庄、九芎林庄 |
| 直轄       | 斗六街   | 樹仔腳區 | 溪洲堡       | 竹圍仔庄、烏塗仔庄、大埔尾庄、新庄仔庄、樹仔腳庄、湖仔內庄、蔴園庄                                                       |
| 直轄       | 斗六街   | 他里霧區 | 他里霧堡     | 他里霧庄、舊社庄、林仔庄、石龜溪庄、南勢庄、阿丹庄、溫厝角庄、新庄、田頭庄、五間厝庄、大東庄、小東庄、過溪仔庄、惠來厝庄 |
| 直轄       | 斗六街   | 茄苳腳區 | 他里霧堡     | 羗崙庄、佃仔林庄、茄苳腳庄、埤頭庄                                                                                       |
| 崁頭厝支廳 | 崁頭厝庄 | 崁頭厝區 | 他里霧堡     | 蔴園庄、庵古坑庄 |
| 崁頭厝支廳 | 崁頭厝庄 | 崁頭厝區 | 打貓東頂堡   | 崁頭厝庄、苦苓腳庄、崁腳庄、大湖底庄、樟湖庄                                                                             |
| 土庫支廳   | 土庫庄   | 土庫區   | 大坵田堡     | 土庫庄、過港庄、新興庄、糞箕湖庄、埤腳庄、石廟仔庄、三合庄、湳仔庄、大荖庄                                               |
| 土庫支廳   | 土庫庄   | 大墩仔區 | 大坵田堡     | 竹圍仔庄、五間厝庄、大墩仔庄、牛埔仔庄、平和厝庄、埒內庄、廉使庄、蕃薯庄、北溪厝庄                                       |
| 土庫支廳   | 土庫庄   | 大埤頭區 | 打貓北堡     | 大埤頭庄、盧竹巷庄、舊庄、游厝庄                                                                                         |
| 土庫支廳   | 土庫庄   | 埔羗崙區 | 布嶼堡       | 埔羌崙庄、月眉庄、馬鳴山庄、同安厝庄、龍巖庄、潮洋厝庄、馬公厝庄、崙內庄                                                 |
| 崙背支廳   | 崙背庄   | 崙背區   | 布嶼堡       | 崙背庄、五塊厝庄、田尾庄、舊庄、草湖庄、貓兒干庄、興化厝庄、大有庄、阿勸庄、羅厝庄、三塊厝庄、新庄仔庄                   |
| 崙背支廳   | 崙背庄   | 油車區   | 布嶼堡       | 二崙仔庄、惠來厝庄、大義崙庄、八角亭庄、番社庄、油車庄、大庄、崩溝藔庄                                                   |
| 崙背支廳   | 崙背庄   | 麥寮區   | 海豐堡       | 麥藔庄、沙崙後庄、橋頭庄、雷厝庄、施厝藔庄、許厝藔庄                                                                     |
| 下湖口支廳 | 新港庄   | 崙仔頂區 | 海豐堡       | 崙仔頂庄、普令厝庄、山藔庄、什張犁庄、牛厝庄、坵厝庄、溪頂庄、海口厝庄、五條港庄、新興庄、蚊港庄                         |
| 下湖口支廳 | 新港庄   | 東勢厝區 | 海豐堡       | 東勢厝庄、牛埔頭庄、程海厝庄、五塊藔庄、路利潭庄、下許厝藔庄、番仔藔庄、火燒牛稠庄                                       |
| 下湖口支廳 | 新港庄   | 新港區   | 尖山堡       | 新港庄、蚵藔庄、牛尿港庄、下湖口庄、水井庄、椬梧庄、謝厝藔庄                                                             |
| 下湖口支廳 | 新港庄   | 下崙區   | 尖山堡       | 三條崙庄、口湖庄、下崙庄、外埔庄、內湖庄、萡子藔庄、飛沙庄、溪尾庄、林厝藔庄                                             |
| 北港支廳   | 北港街   | 牛挑灣區 | 尖山堡       | 牛挑灣庄、萬興庄、尖山庄、食水堀庄、大溝庄、蔡厝庄、下藔庄、鹿場庄、羊稠厝庄、四湖庄、溪底庄                             |
| 北港支廳   | 北港街   | 北港區   | 大槺榔東頂堡 | 北港街、新街庄、後溝仔庄、草湖庄、溝皂庄                                                                                 |
| 北港支廳   | 北港街   | 水燦林區 | 大槺榔東頂堡 | 水燦林庄、土間厝庄、扶朝家庄、樹仔腳庄、好收庄、春牛埔庄、蕃仔溝庄、車巷口庄                                             |
| 北港支廳   | 北港街   | 頂蔦松區 | 蔦松堡       | 頂蔦松庄、欍仔埔庄、蕃薯厝庄、後藔庄、溪墘厝庄                                                                           |
| 北港支廳   | 北港街   | 元長區   | 白沙墩堡     | 客仔厝庄、下藔庄、頂藔庄、內藔庄、鹿藔庄、子茂庄、元長庄、龍岩厝庄、合和庄、山仔內庄、後湖庄、五塊藔庄、潭內庄           |
| 西螺支廳   | 西螺街   | 西螺區   | 西螺堡       | 西螺街、茄苳庄、新宅庄、三塊厝庄、埤頭垻庄、番仔庄、莿桐巷庄                                                             |
| 西螺支廳   | 西螺街   | 新社區   | 西螺堡       | 頂湳庄、社口庄、埔心庄、下湳庄、吳厝庄、新社庄、新庄仔庄、永定厝庄、港後庄                                               |
| 林圯埔支廳 | 林圯埔街 | 林圯埔區 | 沙連堡       | 林圯埔街、竹圍仔庄、下崁庄、香員腳庄、江西林庄、豬頭棕庄、大坑庄、埔心仔庄、大鞍庄、社藔庄、後埔仔庄、筍仔林庄           |
| 林圯埔支廳 | 林圯埔街 | 羗仔藔區 | 沙連堡       | 羗仔藔庄、小半天庄、內樹皮庄、車桄藔庄、大水堀庄、番仔藔庄、大坵園庄、坪仔頂庄、初鄉庄、牛輼轆庄、龜仔頭庄               |
| 林圯埔支廳 | 林圯埔街 | 勞水坑區 | 鯉魚頭堡     | 勞水坑庄、桶頭庄、山坪頂庄、福興庄、田仔庄、鯉魚尾庄                                                                     |
| 林圯埔支廳 | 林圯埔街 | 勞水坑區 | 打貓東頂堡   | 草嶺庄 |